# Charles McKee
Charles „Charlie“ McKee (* 14. März 1962 in Seattle) ist ein ehemaliger US-amerikanischer Segler.

## Erfolge
Charles McKee nahm zunächst an den Olympischen Spielen 1988 in Seoul in der 470er Jolle teil. Gemeinsam mit John Shadden belegte er den dritten Platz hinter Thierry Peponnet und Luc Pillot sowie Tõnu und Toomas Tõniste. Mit einer Gesamtpunktzahl von 51 Punkten erhielten sie die Bronzemedaille. Im selben Jahr belegten sie auch bei den Weltmeisterschaften den dritten Platz. McKee wechselte anschließend in die 49er Jolle und trat mit seinem Bruder Jonathan McKee zu Regatten an. Gemeinsam gewannen sie bei den Olympischen Spielen 2000 in Sydney die Bronzemedaille hinter dem finnischen und dem britischen Boot. Zudem sicherten sie sich bei Weltmeisterschaften zunächst 1997 in Perth die Silbermedaille, ehe ihnen 2001 in Malcesine der Titelgewinn gelang. Zweimal nahm McKee am America’s Cup teil.
McKee machte 1986 seinen Abschluss an der University of Washington und arbeitete mehrere Jahre als Sachverständiger für Gewerbeimmobilien. Nach den Olympischen Spielen 2012 wurde er High Performance Director beim US-amerikanischen Segelverband US Sailing.